# Domenico Cefalu
Domenico „Italian Dom“ Cefalu (* um 1947 auf Sizilien) ist ein Mobster und war Oberhaupt der Gambino-Familie in New York City.

## Biografie
Cefalu wurde auf Sizilien geboren. Nach dem Umzug in die Vereinigten Staaten schmuggelte Cefalu in New York City für die Gambino-Mafiafamilie Heroin. 1982 wurde er wegen Drogenschmuggels verurteilt und war sechs Jahre inhaftiert. 1991 wurde er von Gambino-Boss John Gotti als Vollmitglied in die Familie aufgenommen. Cefalu war Mitglied der sizilianischen „Zip“-Crew unter der Leitung von Caporegime Pasquale Conte mit Sitz in Queens und Brooklyn (Zip ist ein US-amerikanischer Slangausdruck für in Italien geborene Mafiosi auf Grund ihres rasanten sizilianischen Sprachgebrauchs).
1992 befragte ein New Yorker Gericht Cefalu als Zeuge im Conte-Verfahren. Nach einigen Fragen weigerte er sich weiter auszusagen. Der Richter verurteilte ihn wegen Missachtung des Gerichts zu 18 Monaten Haft. Am 23. Februar 1993 wurde Cefalu ins Gericht gebracht, um abermals im Conte-Prozess auszusagen, lehnte dies aber erneut ab. Am 6. Februar 1994 wurde er aus dem Gefängnis entlassen. Noch am selben Tag wurde er wegen Aussageverweigerung im Conte-Prozess angeklagt; 1996 wurde er zu 33 Monaten Gefängnis verurteilt.
2008 wurde Cefalu im Rahmen der Operation Old Bridge festgenommen und am 7. Februar 2008 wegen Erpressung und Verschwörung angeklagt. Die Operation Old Bridge war eine koordinierte Aktion der italienischen und der amerikanischen Polizei, die sich gegen italienische und amerikanische Gangster und im Schwerpunkt gegen die Gambino-Familie richtete. Cefalu wurde zu 33 Monaten Gefängnis verurteilt. Am 3. November 2009 wurde er aus dem Gefängnis entlassen. Er lebte danach in Brooklyn bei seiner Mutter. Nebenbei arbeitete er auch als Bäcker.
Im Juli 2011 wurde Cefalu Boss der Gambino-Familie. Sein Aufstieg wird als eine Rückkehr in die alte Tradition der Cosa Nostra gewertet. Er ersetzte Peter Gotti, der seit 2002 Boss der Familie gewesen war. 2015 trat Cefalu zurück; neuer Boss war seitdem bis zu seiner Ermordung im März 2019 Frank Cali, der zuvor Underboss gewesen war.